# Paxson
Paxson és una concentració de població designada pel cens dels Estats Units a l'estat d'Alaska. Segons el cens del 2000 tenia 43 habitants.

## Demografia
Segons el cens del 2000, Paxson tenia 43 habitants, 21 habitatges, i 11 famílies La densitat de població era de 0,1 habitants/km².
Dels 21 habitatges en un 28,6% hi vivien nens de menys de 18 anys, en un 47,6% hi vivien parelles casades, en un 4,8% dones solteres, i en un 42,9% no eren unitats familiars. En el 38,1% dels habitatges hi vivien persones soles el 4,8% de les quals corresponia a persones de 65 anys o més que vivien soles. El nombre mitjà de persones vivint en cada habitatge era de 2,05 i el nombre mitjà de persones que vivien en cada família era de 2,75.
Per edats la població es repartia de la següent manera: un 25,6% tenia menys de 18 anys, un 7% entre 18 i 24, un 23,3% entre 25 i 44, un 32,6% de 45 a 60 i un 11,6% 65 anys o més.
L'edat mediana era de 40 anys. Per cada 100 dones hi havia 115 homes. Per cada 100 dones de 18 o més anys hi havia 166,7 homes.
La renda mediana per habitatge era de 46.500 $ i la renda mediana per família de 46.667 $. Els homes tenien una renda mediana de 45.625 $ mentre que les dones 21.250 $. La renda per capita de la població era de 26.071 $. Cap de les famílies estaven per davall del llindar de pobresa.

## Poblacions més properes
El següent diagrama mostra les poblacions més properes.